# Bertrando de Les Baux
Bertrando de Les Baux (em francês: Bertrand des Baux) foi senhor de Courthézon na Provença.

## Vida
Desde julho de 1336, foi nomeado marechal do Principado da Acaia, bailio e vigário-geral da Acaia, Cefalônia e Lepanto em nome de Catarina de Valois, governando até a chegada de Catarina ao principado e sua tomada do governo direto no verão de 1338. Seu mandato foi marcado pela conflito violento com o arcebispo latino de Patras, Guilherme Frangipani. Quando Guilherme morreu em 1337, Bertrando sitiou Patras esperando reduzi-la à obediência antes da chegada de seu sucessor, Rogério. Papa Benedito XII reagiu ao declarar a cidade "terra da Santa Igreja Romana" e colocou o principado sob interdito. Como resultado, Bertrando teve que retirar-se, e o arcebispo tornou-se independente, embora seus feudos seculares ainda mantiveram aliança e serviços ao príncipe.
Bertrando foi renomeado como bailio da Acaia após a partida de Catarina para a península Itálica em 1341, e permaneceu no posto até 1344. Ele então retornou para a França, onde em 1345 o papa Clemente VI nomeou-o para substituir Martinho Zaccaria e outros líderes da Cruzada de Esmirna após eles serem mortos numa emboscada. Ele morreu em 1347.